# Панков Євген Вікторович
Євген Вікторович Панков (рос. Евгений Викторович Панков; нар. 24 листопада 1983, Керч, Кримська область, УРСР) — російський футболіст українського походження, захисник.

## Клубна кар'єра
Футболом розпочав займатися в севастопольському ДЮСШ-5, у 1998 році перебрався в сімферопольське УОР. Наступного року перейшов у молодіжну команду «Центр-Р-Кавказ». Виступав за нижчолігові клуби нижчих дивізіонів чемпіонату Росії. У 2007 році прийняв запрошення мінського «Динамо», виступав в оренді за «Граніт» (Мікашевичі) та «Мінськ». Всього в чемпіонаті Білорусії провів 3 сезони. Взимку 2010 року підписав контракт з новачком Першого дивізіону клубом «Жемчужина-Сочі», після його розформування перейшов у ставропольське «Динамо». Після припинення існування «Динамо» влітку 2012 року перейшов у «Славію-Мозир».
У 2013 році грав у чемпіонаті Краснодарського краю за клуб «Афіпс», після чого закінчив кар’єру. Відновив кар'єру в 2017 році, грав за аматорські клуби Росії.

## Кар'єра в збірній
Виступав за юнацьку збірну Росії U-17.